# Niels Kraaij

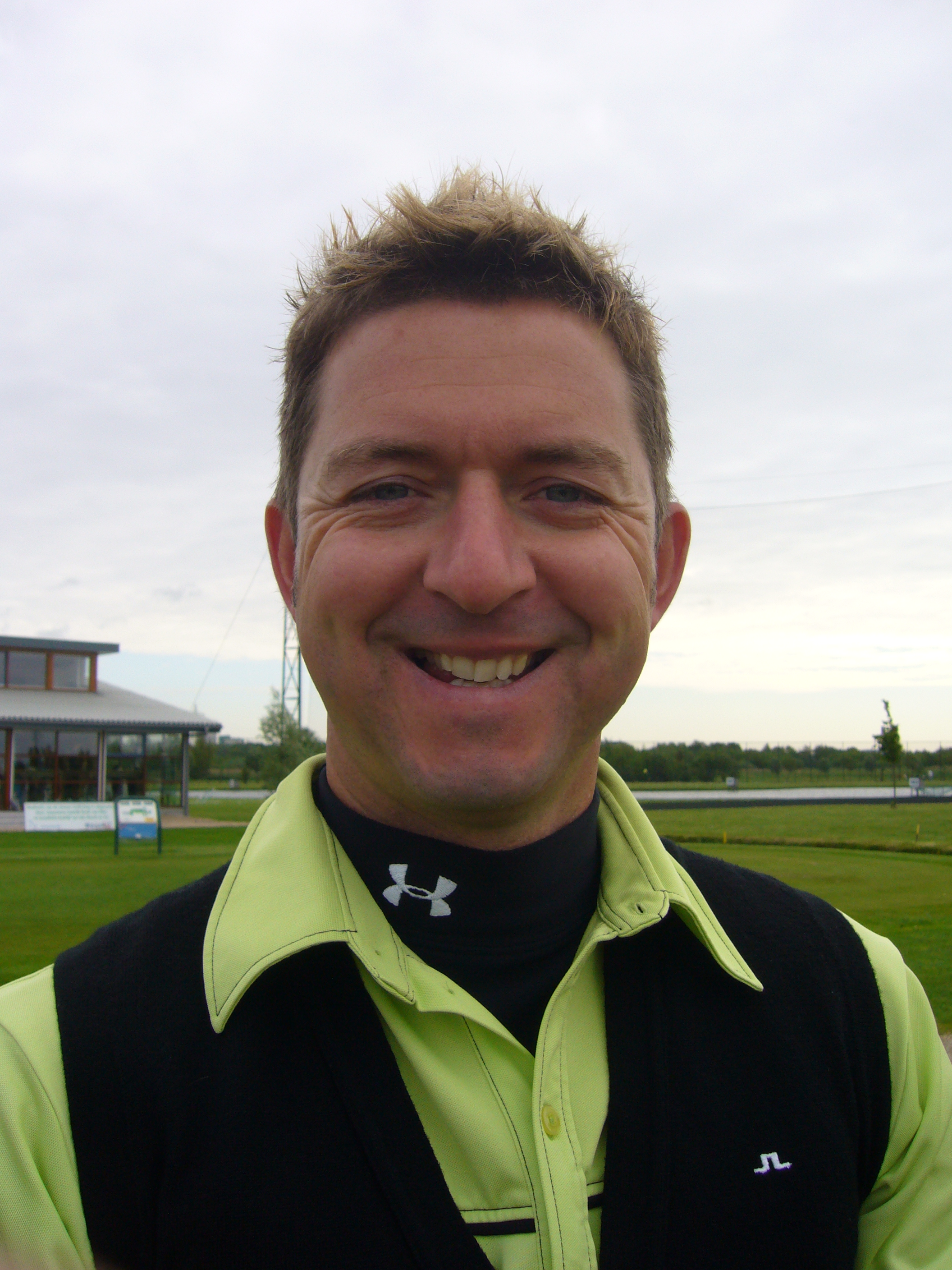
2009

Niels Kraaij (Zeist, 31 december 1971) is een Nederlandse golfprofessional.
Niels was als amateur lid van de Utrechtse Golfclub De Pan in Zeist.

## Professional

### Speler
In 1998 werd hij professional. Op de Qualifying School probeert Kraaij een tourkaart te bemachtigen om op de Europese Tour te mogen spelen. Kraaij speelde voornamelijk op de EPD Tour en in de wintermaanden in Amerika. Hij trainde vaak in Florida bij Maarten Lafeber op Lake Nona.
Op het Russisch Open in 1999 slaat Kraaij een hole in one op de 180 meter lange par 3 8ste, en wint daarmee een BMW van £40.000 van de hoofdsponsor van het toernooi. Hij was de beste Nederlander op dat toernooi en eindigde op de 5de plaats.
In 2006 speelt Kraaij op de KLM Open op de Kennemer Golfclub. Na talrijke eerdere deelnames (onder andere Hilversum), lukt het hem om daar voor het eerst de cut op het grootste Nederlandse golftoernooi te halen. Uiteindelijk wordt hij er 66e.
Gewonnen
PGA Holland Tour
- 2006: ABN AMRO Trophee in Spanje[1], Twente Cup
- 2008: ABN AMRO Trophee

EPD Tour
- 2007: Kempferhof Classic in Straatsburg.
- 2008: Kempferhof Classic

Teams
In 2007 maakt hij deel uit van het team dat de Interland Holland - België speelt.